# Ширма, Григорий Романович
Григорий Романович Ширма (бел. Рыго́р Рама́навіч Шы́рма; псевдонимы: Р. Баравы, Вучыцель; криптонимы: В. М.; В.-ч; Г. Ш.; Р. Ш.; 8 (21) января 1892 — 23 марта 1978, Минск) — советский, белорусский хоровой дирижёр, композитор, педагог, музыковед-фольклорист, музыкальный этнограф, музыкальный публицист и музыкально-общественный деятель. Герой Социалистического Труда (1977). Народный артист СССР (1955).

## Биография
Родился 8 (21) января 1892 года (по другим источникам — 20 января) в деревне Шакуны (ныне в Пружанском районе Брестской области Беларуси) в семье белорусских крестьян.
Окончил Пружанское городское училище (1905—1910). В 1911—1912 годах учился на двухгодичных педагогических курсах в Свенцянах (ныне в Литве). После окончания курсов учительствовал в Лидском и Свенцянском уездах Виленской губернии. С 1914 года продолжил учëбу на литературном факультете Седлецкого учительского института (ныне Польша). Во время Первой мировой войны вместе с эвакуированным институтом попал в Москву, затем в Ярославль и Воронеж (окончил в 1918).
В конце войны мобилизован в армию. Окончил Чугуевское военное училище на Харьковщине. Служил в звании прапорщика в Туркестане.
После революции по направлению Белорусского национального комиссариата едет организовывать школу в Новохопёрский уезд Воронежской губернии, куда выехали перед войной его родители. Здесь работал директором школы в селе Новогольском, преподавал литературу, психологию, педагогику и словесность, одновременно заведовал волостными отделами образования и культуры. Организовал школьную библиотеку, хор, драматический кружок.
В июне 1922 года, в ходе реэвакуации из РСФСР жителей районов Западной Белоруссии на родину вернулся в родные Шакуны. Чтобы прокормить семью пришлось некоторое время работал на лесоразработках. В конце 1922 года стал регентом хора пружанского Александро-Невского собора. В 1924 году организовал в Пружанах хор.
В 1926 году переехал в Вильнюс. Работал в секретариате революционно-демократической организации «Громада», учителем пения и белорусской литературы в открывшейся на частные средства Виленской белорусской гимназии, где организовал и руководил хором. В этом же году стал первым руководителем народной капеллы в Делятичах (ныне в Новогрудском районе Гродненской области). После увольнения из гимназии (1928) работал в Университете Стефана Батория (ныне Вильнюсский университет), руководил хором. Служил регентом в виленском Пречистинского соборе. В 1931 году организовал хор Белорусского студенческого союза.
С 1907 года занимался собиранием и изучением белорусского народно-песенного фольклора. С 1922 года вёл большую культурно-просветительскую деятельность в Западной Белоруссии, выступал с лекциями, статьями, издавал сборники произведений белорусских поэтов (в том числе Максима Танка). С 1927 года был одним из руководителей прогрессивной культурно-просветительской западно-белорусской организацией Товарищество белорусской школы вплоть до её запрещения польскими властями в конце 1936 года. За свою деятельность дважды подвергался арестам в буржуазной Польше. Отбывал наказание в виленской тюрьме «Лукишки».
После воссоединения Западной Белоруссии с Белорусской ССР в 1940 году организовал и возглавил Белорусский ансамбль песни и танца (с 1950 — Государственный академический хор Белорусской ССР, с 1957 — Государственная академическая хоровая капелла Белорусской ССР, с 1978 — имени Г. Ширмы). С началом войны коллектив находился на гастролях в РСФСР, откуда выехал на Кавказ, а затем в Красноярск. Здесь был арестован НКВД и находился в тюрьме до марта 1942 года. После перевезён на Лубянку, где допросы проводились до августа. Освобожден по ходатайству Я. Коласа перед П. Пономаренко и выслан под надзор органов НКВД в Северный Казахстан, где работал учителем средней школы.
В 1943 году ему разрешают вернуться в ансамбль. Коллектив давал концерты для горняков и сталеваров Кузбасса и Урала, тружеников колхозов и совхозов, раненых в госпиталях, воинов Первого Белорусского фронта. В июле 1944-го ансамбль вернулся в Минск. С осени 1944 года работает в Гродно. В 1952 году Государственный хор Белорусской ССР снова переехал в Минск.
Капелла под его руководством стала выдающимся хоровым коллективом, отличающимся высоким мастерством.
В 1970 году под давлением вынужден был подать на увольнение с должности художественного руководителя капеллы.
В 1964 году был одним из основателей общественной организации «Белорусское общество по связям с соотечественниками за рубежом».
С 1966 по 1978 год — председатель правления Союза композиторов Белорусской ССР и секретарь правления Союза композиторов СССР. Член Союза писателей СССР с 1966 года.
Депутат Верховного Совета Белорусской ССР 4-9-го созывов (1955—1978). Член КПСС с 1959 года.
Умер 23 марта 1978 года в Минске. Похоронен на Восточном кладбище.

### Семья
Ещё в Новогольском познакомился со своей будущей женой, школьной учительницей Клавдией Ивановной Раевской. После брака она тридцать лет пела в капелле. Дочь Елена. Сын Ростислав.

## Награды и звания
- Герой Социалистического Труда (1977)
- Заслуженный деятель искусств Белорусской ССР (1946)
- Народный артист Белорусской ССР (1949)[2]
- Народный артист СССР (1955)
- Государственная премия Белорусской ССР (1966, 1974)
- Два ордена Ленина (1967, 1977)
- Орден Октябрьской Революции (1971)
- Орден Трудового Красного Знамени (1962)
- Орден «Знак Почёта» (1944)
- Орден «Кирилл и Мефодий» II степени (НРБ)
- Медали СССР.

## Творчество
Автор записей, гармонизаций, музыкального оформления и публикации около 5000 белорусских народных песен, статей и исследований по вопросам белорусского искусства, фольклору и хоровому исполнительству. Составитель многочисленных фольклорных сборников, в том числе:
- «Белорусские народные песни» (1929)
- «Наша песня» (1938)
- «Белорусские народные песни, загадки и пословицы» (1947)
- «Белорусские песни» (1955)
- «Школьный песенник» (1957)
- «Избранные песни из репертуара Государственного хора БССР» (1958)
- «Двести белорусских народных песен» (1958)
- «Белорусские народные песни» (т. 1-4, 1959, 1960, 1962, 1976)
- «Поет Государственная академическая хоровая капелла БССР» (1966)
- «Белорусские народные песни (для хора)» (т. 1-2, 1971, 1973)
- «Песня — душа народа: Публицистика; Фольклор; Музыка; Литература: 1929—1939; 1944—1974» — Мн., 1976
- «Песня — душа народа: Из литературного наследия». Мн., 1993.

### Сочинения
- «Белорусская рапсодия» для симфонического оркестра
- Пьеса для скрипки на тему колядки из Пружанского уезда «Дар Белой Руси»
- Музыка для пьесы Василия Шашалевича «Преисподняя»
- Обработоки белорусских народных песен для голоса и фортепиано, для смешанного хора.

## Память
- Имя Г. Ширмы носят основанная им Государственная академическая хоровая капелла Белорусской ССР, Пружанская детская школа искусств, Брестский государственный музыкальный колледж, а также улицы в Пружанах и Минске
- В Пружанах открыт музей Г. Ширмы, в средней школе № 150 Минска с хоровой специализацией посвящена экспозиция
- Мемориальные доски установлены на домах, где он жил, в Вильно, Гродно, Минске (дом № 19 по улице Советской)
- В 1991 году издан художественный маркированный конверт, посвящённый дирижёру
- Г. Ширме посвящено стихотворение Нила Гилевича «Сердце дяди Григория».
- В Речице именем Г. Ширмы названа улица в строящемся микрорайоне.
- В Минске именем Г. Ширмы названа Детская музыкальная школа искусств №8.
- Малый зал Белорусской государственной филармонии носит имя Г. Ширмы